# Примарний патруль-2: повстання проклятих
«Примарний патруль-2: повстання проклятих» (RIPD 2: Rise of the Damned) — американський науково-фантастичний фільм 2022 року. Знятий direct-to-video режисером Полом Лейденом за сценарієм, який він написав у співавторстві з Ендрю Кляйном. Спродюсовано «Universal Home Entertainment». Заснований на серії коміксів «Dark Horse Comics», є приквелом до однойменного фільму 2013 року.

## Про фільм
Завербований Примарний патрулем, воскреслий шериф повертається на Землю, щоб врятувати людство від дороги у пекло.

## Знімались
| Актор            | Роль         |
| ---------------- | ------------ |
| Джеффрі Донован  | Рой Пулсіфер |
| Рейчел Адедеджі  | Аватар Рой   |
| Пенелопа Мітчелл | Дженні       |
| Джейк Чой        | Слім Семюелс |
| Річард Брейк     | Отіс         |
| Тіллі Кіпер      | Шарлотта     |
| Річард Флішман   | Ангус        |
| Нора Трокан      | Нелл         |
| Керрі Кнапп      | Гано         |
| Сонья Орошлан    | блондинка    |